# Leptogaster lanata
Leptogaster lanata är en tvåvingeart som beskrevs av Martin 1957. Leptogaster lanata ingår i släktet Leptogaster och familjen rovflugor. Inga underarter finns listade i Catalogue of Life.